# Exeter (Schiff, 1980)
HMS Exeter war ein Zerstörer der Sheffield-Klasse der Royal Navy. In Dienst gestellt 1980, war die Exeter bei ihrer Außerdienststellung am 27. Mai 2009 das letzte verbliebene Kriegsschiff der Navy, das am Falklandkrieg teilgenommen hatte.

## Geschichte
Ursprünglich sollte die Exeter als fünfte Trägerin ihres Namens eine weitere Einheit der Bristol-Klasse werden, aber aufgrund von Änderungen in den Anforderungen an die Militärstrategie wurde sie als Zerstörer der Sheffield-Klasse (Typ 42) gebaut.
Die primäre Aufgabe des Typ 42 war die flächige Luftverteidigung einer Schiffsgruppe, seine sekundären Aufgaben waren maritime Kanonenfeuerunterstützung, Teilnahme an Anti-Oberflächen-Operationen und seine Anti-U-Boot-Fähigkeiten. Wie auch diese Offensivkapazitäten, war der Typ 42 auch fähig zur Hilfe für Zivilkräfte, Katastrophenschutz und ähnlichen Aufgaben in Friedenszeiten, zu denen er aufgerufen war.
Die Exeter wurde von Swan Hunter Shipbuilders gebaut. Die Grundlegung des Kiels erfolgte im Neptune Yard, Wallsend, am 22. Juli 1976. Am 25. April 1978 von Joan Mulley getauft, wurde sie am 19. September 1980 in Dienst gestellt.
Im Falklandkrieg 1982 erwarb sie ihren sechsten Battle Honour unter dem Kommando von Captain H. M. Balfour und wurde während des Golfkriegs 1991 erneut in Verteidigungsaktivitäten eingebunden, als sie als Eskorte für amerikanische Kampfschiffe und Minenräum-Einheiten vor der kuwaitischen Küste eingesetzt wurde. Sie hat die meisten Gebiete der Erde besucht, war in unzählige Übungen eingebunden und wurde 1997 in den Rosyth Dockyard überstellt, um ein extensives Umbauprogramm zu beginnen, das sie am 11. September 1998 abschloss.

## Verbleib
Am 30. Juli 2008 wurde die Exeter in der Marinebasis Portsmouth in den Zustand „erweiterte Bereitschaft“ versetzt, bis sie dort am 27. Mai 2009 außer Dienst gestellt wurde.
Anfang 2010 wurde die Exeter noch zur Unterstützung der Ausbildung neuer Schlepper für Marinestützpunkte eingesetzt. Schließlich wurde die Exeter 2011 versteigert, wo sie anschließend in die Türkei überführt wurde, um bei Leyal Ship Recycling verschrottet zu werden. Ehemalige Besatzungsmitglieder der Exeter kritisierten den Verkauf scharf, da sie verärgert waren, dass das Verteidigungsministerium sie offenbar nicht über das Schicksal des Schiffs informiert hatte.